# Staurophora eximia
Staurophora eximia là một loài bướm đêm trong họ Noctuidae.